# Земля Альберта I
Земля Альберта I (норв. Albert I Land) — часть территории острова Западный Шпицберген (архипелаг Шпицберген, Норвегия).
Земля Альберта I расположена в северо-западной части острова. На юге граничит с Землёй Хокона VII. Названа в честь Альбера I, князя Монако в 1889—1922 годах, организатора арктической экспедиции 1898—1907 годов.